# Gruby i chudszy
Gruby i chudszy (ang. The Nutty Professor) – amerykańska komedia filmowa, fantastycznonaukowa z 1996 roku, będąca remakiem filmu Zwariowany profesor z roku 1963.

## Opis fabuły
Profesor chemii Sherman Klump prowadzi badania nad genetyczną metodą odchudzenia. Zakochuje się w pięknej Carli Purty. Jednak nie wyznaje jej tego, gdyż jest nieśmiały i szpetnie otyły. Bojąc się odrzucenia, wpada na pomysł: próbkę specyfiku od odchudzania używa na sobie. Staje się Buddym Love – szczupłym, przystojnym młodym mężczyzną. Eksperyment poza zmianą tuszy powoduje zmianę charakteru...

## Obsada
- Eddie Murphy –
  - Sherman Klump
  - "Buddy Love"
  - Lance Perkins – instruktor aerobiku
  - Ojciec Klump
  - Mama Klump
  - Babcia Klump
  - Ernie Klump
- Jada Pinkett Smith – Carla Purty
- James Coburn – Harlan Hartley
- Larry Miller – Dean Richmond
- Dave Chappelle – Reggie Warrington
- John Ales – Jason
- Jamal Mixon - Ernie Klump junior
- Hamilton von Watts - instruktor zdrowotny
- Patricia Wilson - Sekretarka Deana
- Nichole McAuley - Wysportowana dziewczyna
- Chaz Lamar Shepherd - Student

i inni.